# ساب ۱۷
ساب ۱۷ (به انگلیسی: Saab 17) یک هواگرد ساختِ کارخانهٔ گروه ساب در کشور سوئد است که در سال ۱۹۴۱-۱۹۴۴ ساخته شد. نخستین استفاده‌کنندهٔ این هواپیما نیروی هوایی سوئد بوده‌است. این هواگرد برای نخستین بار در ۱۸ مه ۱۹۴۰ میلادی مورد استفاده قرار گرفت.